# Corrente (unidade)
Uma corrente de agrimensor (como se chama propriamente) é uma unidade de comprimento utilizada para medir terrenos. Equivale a 20,1168 metros, e em inglês chama-se surveyor chain.

## Equivalências
Uma corrente equivale a:
- 0,004166666666666 léguas
- 0,0125 milhas
- 0,1 furlongs
- 4 rods
- 22 jardas
- 66 pés